# Pectunculina proceritas
Pectunculina proceritas är en musselart som beskrevs av Crozier 1966. Pectunculina proceritas ingår i släktet Pectunculina och familjen Limopsidae. Inga underarter finns listade i Catalogue of Life.